# Liste der Gemeinden im Département Charente-Maritime

Lage des Départements Charente-Maritime

Das Département Charente-Maritime liegt in der Region Nouvelle-Aquitaine in Frankreich. Es untergliedert sich in fünf Arrondissements mit 462 Gemeinden (frz. communes) (Stand 1. Januar 2025).
| Code INSEE | PLZ         | Gemeinde                      | Einwohner (Stand 1. Januar 2022) | Fläche in km² | Einwohner je km² | Kanton seit 30. März 2015 Kanton bis zum 29. März 2015 | Arrondissement seit 2017 Arrondissement bis 2016 | Gemeindeverband                   |
| ---------- | ----------- | ----------------------------- | -------------------------------- | ------------- | ---------------- | --- | ------------------------------------------------ | --------------------------------- |
| 17002      | 17500       | Agudelle                      | 133                              | 5,36          | 25               | Jonzac | Jonzac                                           | Haute-Saintonge                   |
| 17003      | 17290       | Aigrefeuille-d’Aunis          | 4578                             | 16,76         | 273              | Surgères Aigrefeuille-d’Aunis | Rochefort                                        | Aunis Sud                         |
| 17005      | 17150       | Allas-Bocage                  | 197                              | 10,87         | 18               | Jonzac Mirambeau | Jonzac                                           | Haute-Saintonge                   |
| 17006      | 17500       | Allas-Champagne               | 266                              | 7,65          | 35               | Jonzac Archiac | Jonzac                                           | Haute-Saintonge                   |
| 17007      | 17540       | Anais                         | 318                              | 9,44          | 34               | La Jarrie | Rochefort La Rochelle                            | Aunis Sud                         |
| 17008      | 17230       | Andilly                       | 2314                             | 28,63         | 81               | Marans | La Rochelle                                      | Aunis Atlantique                  |
| 17009      | 17540       | Angliers                      | 1366                             | 10,74         | 127              | Marans Courçon | La Rochelle                                      | Aunis Atlantique                  |
| 17010      | 17690       | Angoulins                     | 4147                             | 7,86          | 528              | Châtelaillon-Plage Aytré | La Rochelle                                      | La Rochelle                       |
| 17011      | 17350       | Annepont                      | 395                              | 8,81          | 45               | Saint-Jean-d’Angély Saint-Savinien | Saint-Jean-d’Angély                              | Vals de Saintonge Communauté      |
| 17012      | 17380       | Annezay                       | 163                              | 7,43          | 22               | Saint-Jean-d’Angély Tonnay-Boutonne | Saint-Jean-d’Angély                              | Vals de Saintonge Communauté      |
| 17013      | 17400       | Antezant-la-Chapelle          | 366                              | 18,63         | 20               | Matha Saint-Jean-d’Angély | Saint-Jean-d’Angély                              | Vals de Saintonge Communauté      |
| 17015      | 17120       | Arces                         | 715                              | 21,74         | 33               | Saintonge Estuaire Cozes | Saintes                                          | Royan Atlantique                  |
| 17016      | 17520       | Archiac                       | 762                              | 4,48          | 170              | Jonzac Archiac | Jonzac                                           | Haute-Saintonge                   |
| 17017      | 17380       | Archingeay                    | 764                              | 16,61         | 46               | Saint-Jean-d’Angély Saint-Savinien | Saint-Jean-d’Angély                              | Vals de Saintonge Communauté      |
| 17018      | 17290       | Ardillières                   | 877                              | 15,70         | 56               | Surgères Aigrefeuille-d’Aunis | Rochefort                                        | Aunis Sud                         |
| 17019      | 17590       | Ars-en-Ré                     | 1306                             | 10,95         | 119              | Île de Ré Ars-en-Ré | La Rochelle                                      | Île de Ré                         |
| 17020      | 17520       | Arthenac                      | 339                              | 12,66         | 27               | Jonzac Archiac | Jonzac                                           | Haute-Saintonge                   |
| 17021      | 17530       | Arvert                        | 3875                             | 26,22         | 148              | La Tremblade | Rochefort                                        | Royan Atlantique                  |
| 17022      | 17400       | Asnières-la-Giraud            | 980                              | 18,64         | 53               | Matha Saint-Jean-d’Angély | Saint-Jean-d’Angély                              | Vals de Saintonge Communauté      |
| 17023      | 17770       | Aujac                         | 373                              | 8,73          | 43               | Chaniers Saint-Hilaire-de-Villefranche | Saint-Jean-d’Angély                              | Vals de Saintonge Communauté      |
| 17024      | 17470       | Aulnay                        | 1359                             | 30,97         | 44               | Matha Aulnay | Saint-Jean-d’Angély                              | Vals de Saintonge Communauté      |
| 17025      | 17770       | Aumagne                       | 699                              | 20,50         | 34               | Chaniers Saint-Hilaire-de-Villefranche | Saint-Jean-d’Angély                              | Vals de Saintonge Communauté      |
| 17026      | 17770       | Authon-Ébéon                  | 398                              | 11,65         | 34               | Chaniers Saint-Hilaire-de-Villefranche | Saint-Jean-d’Angély                              | Vals de Saintonge Communauté      |
| 17027      | 17800       | Avy                           | 491                              | 14,64         | 34               | Pons | Jonzac Saintes                                   | Haute-Saintonge                   |
| 17028      | 17440       | Aytré                         | 9759                             | 12,22         | 799              | Aytré | La Rochelle                                      | La Rochelle                       |
| 17029      | 17160       | Bagnizeau                     | 179                              | 9,63          | 19               | Matha | Saint-Jean-d’Angély                              | Vals de Saintonge Communauté      |
| 17030      | 17600       | Balanzac                      | 614                              | 12,75         | 48               | Saint-Porchaire Saujon | Saintes                                          | Cœur de Saintonge                 |
| 17031      | 17160       | Ballans                       | 203                              | 6,94          | 29               | Matha | Saint-Jean-d’Angély                              | Vals de Saintonge Communauté      |
| 17032      | 17290       | Ballon                        | 823                              | 12,18         | 68               | Surgères Aigrefeuille-d’Aunis | Rochefort                                        | Aunis Sud                         |
| 17034      | 17120       | Barzan                        | 470                              | 8,07          | 58               | Saintonge Estuaire Cozes | Saintes                                          | Royan Atlantique                  |
| 17035      | 17490       | Bazauges                      | 104                              | 8,28          | 13               | Matha | Saint-Jean-d’Angély                              | Vals de Saintonge Communauté      |
| 17036      | 17620       | Beaugeay                      | 785                              | 14,51         | 54               | Marennes Saint-Agnant | Rochefort                                        | Rochefort Océan                   |
| 17037      | 17490       | Beauvais-sur-Matha            | 654                              | 12,48         | 52               | Matha | Saint-Jean-d’Angély                              | Vals de Saintonge Communauté      |
| 17038      | 17210       | Bedenac                       | 689                              | 40,23         | 17               | Les Trois Monts Montlieu-la-Garde | Jonzac                                           | Haute-Saintonge                   |
| 17039      | 17800       | Belluire                      | 216                              | 4,50          | 48               | Pons | Jonzac Saintes                                   | Haute-Saintonge                   |
| 17041      | 17170       | Benon                         | 1811                             | 46,62         | 39               | Marans Courçon | La Rochelle                                      | Aunis Atlantique                  |
| 17042      | 17770       | Bercloux                      | 447                              | 9,35          | 48               | Chaniers Saint-Hilaire-de-Villefranche | Saint-Jean-d’Angély                              | Vals de Saintonge Communauté      |
| 17043      | 17330       | Bernay-Saint-Martin           | 761                              | 24,90         | 31               | Saint-Jean-d’Angély Loulay | Saint-Jean-d’Angély                              | Vals de Saintonge Communauté      |
| 17044      | 17460       | Berneuil                      | 1163                             | 25,45         | 46               | Thénac Gémozac | Saintes                                          | Gémozac et la Saintonge Viticole  |
| 17045      | 17250       | Beurlay                       | 1003                             | 9,71          | 103              | Saint-Porchaire | Saintes                                          | Cœur de Saintonge                 |
| 17046      | 17400       | Bignay                        | 363                              | 8,73          | 42               | Saint-Jean-d’Angély | Saint-Jean-d’Angély                              | Vals de Saintonge Communauté      |
| 17047      | 17800       | Biron                         | 240                              | 8,71          | 28               | Pons | Jonzac Saintes                                   | Haute-Saintonge                   |
| 17048      | 17160       | Blanzac-lès-Matha             | 330                              | 9,42          | 35               | Matha | Saint-Jean-d’Angély                              | Vals de Saintonge Communauté      |
| 17049      | 17470       | Blanzay-sur-Boutonne          | 77                               | 5,75          | 13               | Matha Aulnay | Saint-Jean-d’Angély                              | Vals de Saintonge Communauté      |
| 17050      | 17240       | Bois                          | 519                              | 21,12         | 25               | Pons Saint-Genis-de-Saintonge | Jonzac                                           | Haute-Saintonge                   |
| 17052      | 17150       | Boisredon                     | 713                              | 21,60         | 33               | Pons Mirambeau | Jonzac                                           | Haute-Saintonge                   |
| 17053      | 17430       | Bords                         | 1313                             | 15,47         | 85               | Saint-Jean-d’Angély Saint-Savinien | Saint-Jean-d’Angély                              | Vals de Saintonge Communauté      |
| 17054      | 17270       | Boresse-et-Martron            | 203                              | 11,19         | 18               | Les Trois Monts Montguyon | Jonzac                                           | Haute-Saintonge                   |
| 17055      | 17360       | Boscamnant                    | 336                              | 13,98         | 24               | Les Trois Monts Montguyon | Jonzac                                           | Haute-Saintonge                   |
| 17056      | 17800       | Bougneau                      | 632                              | 14,54         | 43               | Pons | Jonzac Saintes                                   | Haute-Saintonge                   |
| 17057      | 17540       | Bouhet                        | 910                              | 15,20         | 60               | La Jarrie Aigrefeuille-d’Aunis | Rochefort                                        | Aunis Sud                         |
| 17058      | 17560       | Bourcefranc-le-Chapus         | 3515                             | 12,40         | 283              | Marennes | Rochefort                                        | Bassin de Marennes                |
| 17059      | 17220       | Bourgneuf                     | 1441                             | 2,68          | 538              | La Jarrie | La Rochelle                                      | La Rochelle                       |
| 17060      | 17120       | Boutenac-Touvent              | 230                              | 3,11          | 74               | Saintonge Estuaire Cozes | Saintes                                          | Royan Atlantique                  |
| 17061      | 17210       | Bran                          | 140                              | 4,14          | 34               | Les Trois Monts Montendre | Jonzac                                           | Haute-Saintonge                   |
| 17062      | 17490       | Bresdon                       | 228                              | 16,67         | 14               | Matha | Saint-Jean-d’Angély                              | Vals de Saintonge Communauté      |
| 17063      | 17700       | Breuil-la-Réorte              | 473                              | 16,07         | 29               | Surgères | Rochefort                                        | Aunis Sud                         |
| 17064      | 17920       | Breuillet                     | 3060                             | 19,99         | 153              | La Tremblade Royan-Ouest | Rochefort                                        | Royan Atlantique                  |
| 17065      | 17870       | Breuil-Magné                  | 1891                             | 22,25         | 85               | Tonnay-Charente Rochefort-Nord | Rochefort                                        | Rochefort Océan                   |
| 17066      | 17520       | Brie-sous-Archiac             | 225                              | 7,49          | 30               | Jonzac Archiac | Jonzac                                           | Haute-Saintonge                   |
| 17067      | 17160       | Brie-sous-Matha               | 170                              | 6,30          | 27               | Matha | Saint-Jean-d’Angély                              | Vals de Saintonge Communauté      |
| 17068      | 17120       | Brie-sous-Mortagne            | 238                              | 7,22          | 33               | Saintonge Estuaire Cozes | Saintes                                          | Royan Atlantique                  |
| 17069      | 17800       | Brives-sur-Charente           | 219                              | 5,94          | 37               | Thénac Pons | Jonzac Saintes                                   | Haute-Saintonge                   |
| 17070      | 17770       | Brizambourg                   | 978                              | 21,26         | 46               | Chaniers Saint-Hilaire-de-Villefranche | Saint-Jean-d’Angély                              | Vals de Saintonge Communauté      |
| 17072      | 17770       | Burie                         | 1337                             | 9,19          | 145              | Chaniers Burie | Saintes                                          | Saintes - Grandes Rives - L’Agglo |
| 17074      | 17210       | Bussac-Forêt                  | 1079                             | 34,78         | 31               | Les Trois Monts Montlieu-la-Garde | Jonzac                                           | Haute-Saintonge                   |
| 17073      | 17100       | Bussac-sur-Charente           | 1313                             | 9,98          | 132              | Chaniers Saintes-Nord | Saintes                                          | Saintes - Grandes Rives - L’Agglo |
| 17075      | 17430       | Cabariot                      | 1470                             | 15,12         | 97               | Tonnay-Charente | Rochefort                                        | Rochefort Océan                   |
| 17076      | 17520       | Celles                        | 326                              | 6,00          | 54               | Jonzac Archiac | Jonzac                                           | Haute-Saintonge                   |
| 17077      | 17270       | Cercoux                       | 1289                             | 41,88         | 31               | Les Trois Monts Montguyon | Jonzac                                           | Haute-Saintonge                   |
| 17078      | 17800       | Chadenac                      | 526                              | 14,11         | 37               | Pons | Jonzac Saintes                                   | Haute-Saintonge                   |
| 17079      | 17890       | Chaillevette                  | 1652                             | 10,03         | 165              | La Tremblade | Rochefort                                        | Royan Atlantique                  |
| 17080      | 17290       | Chambon                       | 985                              | 18,33         | 54               | Surgères Aigrefeuille-d’Aunis | Rochefort                                        | Aunis Sud                         |
| 17081      | 17130       | Chamouillac                   | 369                              | 8,19          | 45               | Les Trois Monts Montendre | Jonzac                                           | Haute-Saintonge                   |
| 17082      | 17500       | Champagnac                    | 493                              | 12,89         | 38               | Jonzac | Jonzac                                           | Haute-Saintonge                   |
| 17083      | 17620       | Champagne                     | 637                              | 19,53         | 33               | Marennes Saint-Agnant | Rochefort                                        | Rochefort Océan                   |
| 17084      | 17240       | Champagnolles                 | 687                              | 17,03         | 40               | Pons Saint-Genis-de-Saintonge | Jonzac                                           | Haute-Saintonge                   |
| 17085      | 17430       | Champdolent                   | 419                              | 12,02         | 35               | Saint-Jean-d’Angély Saint-Savinien | Saint-Jean-d’Angély                              | Vals de Saintonge Communauté      |
| 17086      | 17610       | Chaniers                      | 3634                             | 26,53         | 137              | Chaniers Saintes-Est | Saintes                                          | Saintes - Grandes Rives - L’Agglo |
| 17087      | 17380       | Chantemerle-sur-la-Soie       | 214                              | 5,72          | 37               | Saint-Jean-d’Angély Tonnay-Boutonne | Saint-Jean-d’Angély                              | Vals de Saintonge Communauté      |
| 17091      | 17230       | Charron                       | 2014                             | 37,54         | 54               | Marans | La Rochelle                                      | Aunis Atlantique                  |
| 17092      | 17130       | Chartuzac                     | 164                              | 2,38          | 69               | Les Trois Monts Montendre | Jonzac                                           | Haute-Saintonge                   |
| 17094      | 17340       | Châtelaillon-Plage            | 6440                             | 6,59          | 977              | Châtelaillon-Plage Aytré | La Rochelle                                      | La Rochelle                       |
| 17095      | 17210       | Chatenet                      | 217                              | 9,64          | 23               | Les Trois Monts Montlieu-la-Garde | Jonzac                                           | Haute-Saintonge                   |
| 17096      | 17130       | Chaunac                       | 70                               | 2,26          | 31               | Jonzac | Jonzac                                           | Haute-Saintonge                   |
| 17098      | 17120       | Chenac-Saint-Seurin-d’Uzet    | 595                              | 20,23         | 29               | Saintonge Estuaire Cozes | Saintes                                          | Royan Atlantique                  |
| 17099      | 17210       | Chepniers                     | 694                              | 28,21         | 25               | Les Trois Monts Montlieu-la-Garde | Jonzac                                           | Haute-Saintonge                   |
| 17100      | 17610       | Chérac                        | 1135                             | 29,88         | 38               | Chaniers Burie | Saintes                                          | Saintes - Grandes Rives - L’Agglo |
| 17101      | 17470       | Cherbonnières                 | 340                              | 16,58         | 21               | Matha Aulnay | Saint-Jean-d’Angély                              | Vals de Saintonge Communauté      |
| 17102      | 17460       | Chermignac                    | 1274                             | 13,43         | 95               | Thénac Saintes-Ouest | Saintes                                          | Saintes - Grandes Rives - L’Agglo |
| 17104      | 17210       | Chevanceaux                   | 1087                             | 21,77         | 50               | Les Trois Monts Montlieu-la-Garde | Jonzac                                           | Haute-Saintonge                   |
| 17105      | 17510       | Chives                        | 309                              | 20,66         | 15               | Matha Aulnay | Saint-Jean-d’Angély                              | Vals de Saintonge Communauté      |
| 17106      | 17520       | Cierzac                       | 321                              | 5,20          | 62               | Jonzac Archiac | Jonzac                                           | Haute-Saintonge                   |
| 17107      | 17290       | Ciré-d’Aunis                  | 1560                             | 25,76         | 61               | Surgères Aigrefeuille-d’Aunis | Rochefort                                        | Aunis Sud                         |
| 17108      | 17500       | Clam                          | 405                              | 6,83          | 59               | Jonzac Saint-Genis-de-Saintonge | Jonzac                                           | Haute-Saintonge                   |
| 17109      | 17220       | Clavette                      | 1423                             | 6,29          | 226              | La Jarrie | La Rochelle                                      | La Rochelle                       |
| 17110      | 17270       | Clérac                        | 1026                             | 43,08         | 24               | Les Trois Monts Montguyon | Jonzac                                           | Haute-Saintonge                   |
| 17111      | 17240       | Clion                         | 847                              | 15,84         | 53               | Jonzac Saint-Genis-de-Saintonge | Jonzac                                           | Haute-Saintonge                   |
| 17114      | 17330       | Coivert                       | 196                              | 14,78         | 13               | Matha Loulay | Saint-Jean-d’Angély                              | Vals de Saintonge Communauté      |
| 17115      | 17460       | Colombiers                    | 301                              | 7,14          | 42               | Thénac Saintes-Est | Saintes                                          | Saintes - Grandes Rives - L’Agglo |
| 17116      | 17150       | Consac                        | 235                              | 9,13          | 26               | Jonzac Mirambeau | Jonzac                                           | Haute-Saintonge                   |
| 17117      | 17470       | Contré                        | 136                              | 12,32         | 11               | Matha Aulnay | Saint-Jean-d’Angély                              | Vals de Saintonge Communauté      |
| 17118      | 17130       | Corignac                      | 328                              | 11,57         | 28               | Les Trois Monts Montendre | Jonzac                                           | Haute-Saintonge                   |
| 17119      | 17600       | Corme-Écluse                  | 1278                             | 17,49         | 73               | Saujon | Saintes                                          | Royan Atlantique                  |
| 17120      | 17600       | Corme-Royal                   | 1969                             | 27,18         | 72               | Thénac Saujon | Saintes                                          | Saintes - Grandes Rives - L’Agglo |
| 17122      | 17800       | Coulonges                     | 227                              | 9,16          | 25               | Thénac Pons | Jonzac Saintes                                   | Haute-Saintonge                   |
| 17124      | 17330       | Courant                       | 442                              | 15,46         | 29               | Saint-Jean-d’Angély Loulay | Saint-Jean-d’Angély                              | Vals de Saintonge Communauté      |
| 17125      | 17400       | Courcelles                    | 454                              | 6,77          | 67               | Matha Saint-Jean-d’Angély | Saint-Jean-d’Angély                              | Vals de Saintonge Communauté      |
| 17126      | 17160       | Courcerac                     | 311                              | 6,20          | 50               | Matha | Saint-Jean-d’Angély                              | Vals de Saintonge Communauté      |
| 17127      | 17170       | Courçon                       | 2081                             | 19,11         | 109              | Marans Courçon | La Rochelle                                      | Aunis Atlantique                  |
| 17128      | 17100       | Courcoury                     | 717                              | 12,66         | 57               | Thénac Saintes-Est | Saintes                                          | Saintes - Grandes Rives - L’Agglo |
| 17129      | 17130       | Courpignac                    | 413                              | 14,97         | 28               | Pons Mirambeau | Jonzac                                           | Haute-Saintonge                   |
| 17130      | 17130       | Coux                          | 484                              | 13,21         | 37               | Les Trois Monts Montendre | Jonzac                                           | Haute-Saintonge                   |
| 17131      | 17120       | Cozes                         | 2223                             | 16,56         | 134              | Saintonge Estuaire Cozes | Saintes                                          | Royan Atlantique                  |
| 17132      | 17170       | Cramchaban                    | 648                              | 16,06         | 40               | Marans Courçon | La Rochelle                                      | Aunis Atlantique                  |
| 17133      | 17260       | Cravans                       | 859                              | 14,72         | 58               | Saintonge Estuaire Gémozac | Saintes                                          | Gémozac et la Saintonge Viticole  |
| 17134      | 17350       | Crazannes                     | 442                              | 4,81          | 92               | Saint-Porchaire | Saintes                                          | Cœur de Saintonge                 |
| 17135      | 17160       | Cressé                        | 225                              | 10,96         | 21               | Matha | Saint-Jean-d’Angély                              | Vals de Saintonge Communauté      |
| 17136      | 17220       | Croix-Chapeau                 | 1377                             | 4,83          | 285              | La Jarrie | La Rochelle                                      | La Rochelle                       |
| 17138      | 17470       | Dampierre-sur-Boutonne        | 271                              | 14,04         | 19               | Matha Aulnay | Saint-Jean-d’Angély                              | Vals de Saintonge Communauté      |
| 17139      | 17330       | Dœuil-sur-le-Mignon           | 373                              | 19,33         | 19               | Saint-Jean-d’Angély Loulay | Saint-Jean-d’Angély                              | Vals de Saintonge Communauté      |
| 17140      | 17550       | Dolus-d’Oléron                | 3187                             | 29,02         | 110              | Île d’Oléron Le Château-d’Oléron | Rochefort                                        | Île d’Oléron                      |
| 17141      | 17610       | Dompierre-sur-Charente        | 483                              | 8,29          | 58               | Chaniers Burie | Saintes                                          | Saintes - Grandes Rives - L’Agglo |
| 17142      | 17139       | Dompierre-sur-Mer             | 6084                             | 18,35         | 332              | Aytré La Rochelle-8 | La Rochelle                                      | La Rochelle                       |
| 17145      | 17800       | Échebrune                     | 482                              | 17,08         | 28               | Pons | Jonzac Saintes                                   | Haute-Saintonge                   |
| 17146      | 17620       | Échillais                     | 3701                             | 14,72         | 251              | Tonnay-Charente Saint-Agnant | Rochefort                                        | Rochefort Océan                   |
| 17147      | 17770       | Écoyeux                       | 1380                             | 20,34         | 68               | Chaniers Burie | Saintes                                          | Saintes - Grandes Rives - L’Agglo |
| 17148      | 17810       | Écurat                        | 445                              | 10,55         | 42               | Saint-Porchaire Saintes-Ouest | Saintes                                          | Saintes - Grandes Rives - L’Agglo |
| 17152      | 17120       | Épargnes                      | 925                              | 23,40         | 40               | Saintonge Estuaire Cozes | Saintes                                          | Royan Atlantique                  |
| 17153      | 17137       | Esnandes                      | 2132                             | 7,45          | 286              | Lagord La Rochelle-5 | La Rochelle                                      | La Rochelle                       |
| 17277      | 17400       | Essouvert                     | 1029                             | 30,23         | 34               | Saint-Jean-d’Angély | Saint-Jean-d’Angély                              | Vals de Saintonge Communauté      |
| 17155      | 17750       | Étaules                       | 2763                             | 11,55         | 239              | La Tremblade | Rochefort                                        | Royan Atlantique                  |
| 17156      | 17130       | Expiremont                    | 120                              | 5,66          | 21               | Les Trois Monts Montendre | Jonzac                                           | Haute-Saintonge                   |
| 17157      | 17350       | Fenioux                       | 168                              | 9,36          | 18               | Saint-Jean-d’Angély Saint-Savinien | Saint-Jean-d’Angély                              | Vals de Saintonge Communauté      |
| 17158      | 17170       | Ferrières                     | 1459                             | 7,59          | 192              | Marans Courçon | La Rochelle                                      | Aunis Atlantique                  |
| 17159      | 17800       | Fléac-sur-Seugne              | 361                              | 8,28          | 44               | Pons | Jonzac Saintes                                   | Haute-Saintonge                   |
| 17160      | 17120 17240 | Floirac                       | 427                              | 16,02         | 27               | Saintonge Estuaire Cozes | Saintes                                          | Royan Atlantique                  |
| 17162      | 17510       | Fontaine-Chalendray           | 224                              | 18,86         | 12               | Matha Aulnay | Saint-Jean-d’Angély                              | Vals de Saintonge Communauté      |
| 17163      | 17500       | Fontaines-d’Ozillac           | 511                              | 13,87         | 37               | Jonzac | Jonzac                                           | Haute-Saintonge                   |
| 17164      | 17100       | Fontcouverte                  | 2313                             | 11,58         | 200              | Chaniers Saintes-Nord | Saintes                                          | Saintes - Grandes Rives - L’Agglo |
| 17165      | 17400       | Fontenet                      | 392                              | 10,27         | 38               | Matha Saint-Jean-d’Angély | Saint-Jean-d’Angély                              | Vals de Saintonge Communauté      |
| 17166      | 17290       | Forges                        | 1323                             | 13,58         | 97               | Surgères Aigrefeuille-d’Aunis | Rochefort                                        | Aunis Sud                         |
| 17168      | 17450       | Fouras                        | 4124                             | 9,51          | 434              | Châtelaillon-Plage Rochefort-Nord | Rochefort                                        | Rochefort Océan                   |
| 17171      | 17250       | Geay                          | 783                              | 15,90         | 49               | Saint-Porchaire | Saintes                                          | Cœur de Saintonge                 |
| 17172      | 17260       | Gémozac                       | 3033                             | 31,93         | 95               | Saintonge Estuaire Gémozac | Saintes                                          | Gémozac et la Saintonge Viticole  |
| 17174      | 17430       | Genouillé                     | 889                              | 34,41         | 26               | Tonnay-Charente | Rochefort                                        | Aunis Sud                         |
| 17175      | 17520       | Germignac                     | 647                              | 14,42         | 45               | Jonzac Archiac | Jonzac                                           | Haute-Saintonge                   |
| 17176      | 17160       | Gibourne                      | 103                              | 11,00         | 9                | Matha | Saint-Jean-d’Angély                              | Vals de Saintonge Communauté      |
| 17178      | 17260       | Givrezac                      | 77                               | 2,70          | 29               | Pons Saint-Genis-de-Saintonge | Jonzac                                           | Haute-Saintonge                   |
| 17180      | 17490       | Gourvillette                  | 107                              | 8,01          | 13               | Matha | Saint-Jean-d’Angély                              | Vals de Saintonge Communauté      |
| 17181      | 17350       | Grandjean                     | 310                              | 6,10          | 51               | Saint-Jean-d’Angély Saint-Savinien | Saint-Jean-d’Angély                              | Vals de Saintonge Communauté      |
| 17183      | 17120       | Grézac                        | 951                              | 20,06         | 47               | Saintonge Estuaire Cozes | Saintes                                          | Royan Atlantique                  |
| 17187      | 17500       | Guitinières                   | 479                              | 9,18          | 52               | Jonzac | Jonzac                                           | Haute-Saintonge                   |
| 17188      | 17160       | Haimps                        | 452                              | 18,47         | 24               | Matha | Saint-Jean-d’Angély                              | Vals de Saintonge Communauté      |
| 17004      | 17123       | Île-d’Aix                     | 196                              | 1,19          | 165              | Châtelaillon-Plage Rochefort-Nord | Rochefort                                        | Rochefort Océan                   |
| 17192      | 17520       | Jarnac-Champagne              | 876                              | 21,95         | 40               | Jonzac Archiac | Jonzac                                           | Haute-Saintonge                   |
| 17196      | 17260       | Jazennes                      | 548                              | 10,84         | 51               | Saintonge Estuaire Gémozac | Saintes                                          | Gémozac et la Saintonge Viticole  |
| 17197      | 17500       | Jonzac                        | 3576                             | 13,09         | 273              | Jonzac | Jonzac                                           | Haute-Saintonge                   |
| 17198      | 17770       | Juicq                         | 314                              | 9,25          | 34               | Chaniers Saint-Hilaire-de-Villefranche | Saint-Jean-d’Angély                              | Vals de Saintonge Communauté      |
| 17199      | 17130       | Jussas                        | 153                              | 9,11          | 17               | Les Trois Monts Montendre | Jonzac                                           | Haute-Saintonge                   |
| 17151      | 17600       | L’Éguille                     | 909                              | 5,49          | 166              | Saujon Royan-Ouest | Rochefort                                        | Royan Atlantique                  |
| 17190      | 17137       | L’Houmeau                     | 2953                             | 4,22          | 700              | Lagord La Rochelle-9 | La Rochelle                                      | La Rochelle                       |
| 17033      | 17360       | La Barde                      | 496                              | 21,25         | 23               | Les Trois Monts Montguyon | Jonzac                                           | Haute-Saintonge                   |
| 17486      | 17840       | La Brée-les-Bains             | 695                              | 7,27          | 96               | Île d’Oléron Saint-Pierre-d’Oléron | Rochefort                                        | Île d’Oléron                      |
| 17071      | 17160       | La Brousse                    | 516                              | 18,84         | 27               | Matha | Saint-Jean-d’Angély                              | Vals de Saintonge Communauté      |
| 17089      | 17100       | La Chapelle-des-Pots          | 1007                             | 10,27         | 98               | Chaniers Saintes-Est | Saintes                                          | Saintes - Grandes Rives - L’Agglo |
| 17112      | 17600       | La Clisse                     | 744                              | 5,18          | 144              | Thénac Saujon | Saintes                                          | Saintes - Grandes Rives - L’Agglo |
| 17113      | 17360       | La Clotte                     | 708                              | 17,84         | 40               | Les Trois Monts Montguyon | Jonzac                                           | Haute-Saintonge                   |
| 17121      | 17670       | La Couarde-sur-Mer            | 1112                             | 8,80          | 126              | Île de Ré Ars-en-Ré | La Rochelle                                      | Île de Ré                         |
| 17137      | 17330       | La Croix-Comtesse             | 223                              | 2,62          | 85               | Saint-Jean-d’Angély Loulay | Saint-Jean-d’Angély                              | Vals de Saintonge Communauté      |
| 17438      | 17380       | La Devise                     | 296                              | 11,23         | 26               | Saint-Jean-d’Angély Surgères | Rochefort                                        | Gémozac et la Saintonge Viticole  |
| 17161      | 17630       | La Flotte                     | 3131                             | 12,32         | 254              | Île de Ré Saint-Martin-de-Ré | La Rochelle                                      | Île de Ré                         |
| 17173      | 17360       | La Genétouze                  | 220                              | 37,03         | 6                | Les Trois Monts Montguyon | Jonzac                                           | Haute-Saintonge                   |
| 17182      | 17170       | La Grève-sur-Mignon           | 568                              | 11,48         | 49               | Marans Courçon | La Rochelle                                      | Aunis Atlantique                  |
| 17184      | 17620       | La Gripperie-Saint-Symphorien | 598                              | 18,16         | 33               | Marennes Saint-Agnant | Rochefort                                        | Rochefort Océan                   |
| 17191      | 17460       | La Jard                       | 427                              | 8,48          | 50               | Thénac Saintes-Est | Saintes                                          | Saintes - Grandes Rives - L’Agglo |
| 17193      | 17220       | La Jarne                      | 2591                             | 8,42          | 308              | La Jarrie | La Rochelle                                      | La Rochelle                       |
| 17194      | 17220       | La Jarrie                     | 3447                             | 9,45          | 365              | La Jarrie | La Rochelle                                      | La Rochelle                       |
| 17195      | 17330       | La Jarrie-Audouin             | 272                              | 8,41          | 32               | Saint-Jean-d’Angély Loulay | Saint-Jean-d’Angély                              | Vals de Saintonge Communauté      |
| 17201      | 17170       | La Laigne                     | 494                              | 4,26          | 116              | Marans Courçon | La Rochelle                                      | Aunis Atlantique                  |
| 17300      | 17000       | La Rochelle                   | 79.961                           | 28,43         | 2813             | La Rochelle-1 La Rochelle-2 La Rochelle-3 La Rochelle-1 La Rochelle-2 La Rochelle-3 La Rochelle-4 La Rochelle-5 La Rochelle-6 La Rochelle-7 La Rochelle-8 La Rochelle-9 | La Rochelle                                      | La Rochelle                       |
| 17303      | 17170       | La Ronde                      | 1005                             | 20,79         | 48               | Marans Courçon | La Rochelle                                      | Aunis Atlantique                  |
| 17452      | 17390       | La Tremblade                  | 4543                             | 69,13         | 66               | La Tremblade | Rochefort                                        | Royan Atlantique                  |
| 17455      | 17250       | La Vallée                     | 683                              | 16,37         | 42               | Saint-Porchaire | Saintes                                          | Cœur de Saintonge                 |
| 17465      | 17400       | La Vergne                     | 610                              | 13,97         | 44               | Saint-Jean-d’Angély | Saint-Jean-d’Angély                              | Vals de Saintonge Communauté      |
| 17471      | 17470       | La Villedieu                  | 203                              | 22,27         | 9                | Matha Aulnay | Saint-Jean-d’Angély                              | Vals de Saintonge Communauté      |
| 17200      | 17140       | Lagord                        | 7594                             | 8,04          | 945              | Lagord La Rochelle-9 | La Rochelle                                      | La Rochelle                       |
| 17202      | 17380       | Landes                        | 575                              | 16,05         | 36               | Saint-Jean-d’Angély | Saint-Jean-d’Angély                              | Vals de Saintonge Communauté      |
| 17203      | 17290       | Landrais                      | 798                              | 15,40         | 52               | Surgères Aigrefeuille-d’Aunis | Rochefort                                        | Aunis Sud                         |
| 17051      | 17580       | Le Bois-Plage-en-Ré           | 2177                             | 12,18         | 179              | Île de Ré Saint-Martin-de-Ré | La Rochelle                                      | Île de Ré                         |
| 17093      | 17480       | Le Château-d’Oléron           | 4359                             | 15,67         | 278              | Île d’Oléron Le Château-d’Oléron | Rochefort                                        | Île d’Oléron                      |
| 17097      | 17600       | Le Chay                       | 836                              | 12,01         | 70               | Saujon | Saintes                                          | Royan Atlantique                  |
| 17143      | 17100       | Le Douhet                     | 705                              | 18,35         | 38               | Chaniers Saintes-Nord | Saintes                                          | Saintes - Grandes Rives - L’Agglo |
| 17167      | 17270       | Le Fouilloux                  | 760                              | 29,55         | 26               | Les Trois Monts Montguyon | Jonzac                                           | Haute-Saintonge                   |
| 17177      | 17160       | Le Gicq                       | 119                              | 5,97          | 20               | Matha Aulnay | Saint-Jean-d’Angély                              | Vals de Saintonge Communauté      |
| 17485      | 17370       | Le Grand-Village-Plage        | 1096                             | 6,05          | 181              | Île d’Oléron Le Château-d’Oléron | Rochefort                                        | Île d’Oléron                      |
| 17185      | 17600       | Le Gua                        | 2115                             | 36,09         | 59               | Marennes | Rochefort                                        | Bassin de Marennes                |
| 17186      | 17540       | Le Gué-d’Alleré               | 1040                             | 7,55          | 138              | Marans Courçon | La Rochelle                                      | Aunis Atlantique                  |
| 17252      | 17350       | Le Mung                       | 313                              | 7,52          | 42               | Saint-Jean-d’Angély Saint-Savinien | Saint-Jean-d’Angély                              | Vals de Saintonge Communauté      |
| 17276      | 17210       | Le Pin                        | 71                               | 2,46          | 29               | Les Trois Monts Montlieu-la-Garde | Jonzac                                           | Haute-Saintonge                   |
| 17426      | 17770       | Le Seure                      | 275                              | 5,68          | 48               | Chaniers Burie | Saintes                                          | Saintes - Grandes Rives - L’Agglo |
| 17447      | 17290       | Le Thou                       | 2085                             | 19,00         | 110              | Surgères Aigrefeuille-d’Aunis | Rochefort                                        | Aunis Sud                         |
| 17204      | 17500       | Léoville                      | 301                              | 9,89          | 30               | Jonzac | Jonzac                                           | Haute-Saintonge                   |
| 17149      | 17510       | Les Éduts                     | 58                               | 8,05          | 7                | Matha Aulnay | Saint-Jean-d’Angély                              | Vals de Saintonge Communauté      |
| 17150      | 17400       | Les Églises-d’Argenteuil      | 533                              | 14,29         | 37               | Matha Saint-Jean-d’Angély | Saint-Jean-d’Angély                              | Vals de Saintonge Communauté      |
| 17154      | 17250       | Les Essards                   | 733                              | 9,66          | 76               | Saint-Porchaire | Saintes                                          | Cœur de Saintonge                 |
| 17179      | 17100       | Les Gonds                     | 1759                             | 12,96         | 136              | Thénac Saintes-Est | Saintes                                          | Saintes - Grandes Rives - L’Agglo |
| 17225      | 17570       | Les Mathes                    | 2184                             | 34,38         | 64               | La Tremblade | Rochefort                                        | Royan Atlantique                  |
| 17266      | 17380       | Les Nouillers                 | 724                              | 24,15         | 30               | Saint-Jean-d’Angély Saint-Savinien | Saint-Jean-d’Angély                              | Vals de Saintonge Communauté      |
| 17286      | 17880       | Les Portes-en-Ré              | 582                              | 8,51          | 68               | Île de Ré Ars-en-Ré | La Rochelle                                      | Île de Ré                         |
| 17451      | 17160       | Les Touches-de-Périgny        | 544                              | 21,56         | 25               | Matha | Saint-Jean-d’Angély                              | Vals de Saintonge Communauté      |
| 17205      | 17870       | Loire-les-Marais              | 382                              | 12,46         | 31               | Tonnay-Charente Rochefort-Nord | Rochefort                                        | Rochefort Océan                   |
| 17206      | 17470       | Loiré-sur-Nie                 | 284                              | 14,40         | 20               | Matha Aulnay | Saint-Jean-d’Angély                              | Vals de Saintonge Communauté      |
| 17207      | 17111       | Loix                          | 742                              | 6,70          | 111              | Île de Ré Ars-en-Ré | La Rochelle                                      | Île de Ré                         |
| 17208      | 17230       | Longèves                      | 1061                             | 12,63         | 84               | Marans | La Rochelle                                      | Aunis Atlantique                  |
| 17209      | 17520       | Lonzac                        | 268                              | 6,24          | 43               | Jonzac Archiac | Jonzac                                           | Haute-Saintonge                   |
| 17210      | 17240       | Lorignac                      | 511                              | 17,53         | 29               | Pons Saint-Genis-de-Saintonge | Jonzac                                           | Haute-Saintonge                   |
| 17211      | 17330       | Loulay                        | 761                              | 7,30          | 104              | Saint-Jean-d’Angély Loulay | Saint-Jean-d’Angély                              | Vals de Saintonge Communauté      |
| 17212      | 17160       | Louzignac                     | 172                              | 6,13          | 28               | Matha | Saint-Jean-d’Angély                              | Vals de Saintonge Communauté      |
| 17213      | 17330       | Lozay                         | 155                              | 11,85         | 13               | Saint-Jean-d’Angély Loulay | Saint-Jean-d’Angély                              | Vals de Saintonge Communauté      |
| 17214      | 17600       | Luchat                        | 513                              | 4,67          | 110              | Thénac Saujon | Saintes                                          | Saintes - Grandes Rives - L’Agglo |
| 17215      | 17500       | Lussac                        | 43                               | 1,72          | 25               | Jonzac | Jonzac                                           | Haute-Saintonge                   |
| 17216      | 17430       | Lussant                       | 1013                             | 8,79          | 115              | Tonnay-Charente | Rochefort                                        | Rochefort Océan                   |
| 17217      | 17490       | Macqueville                   | 296                              | 11,21         | 26               | Matha | Saint-Jean-d’Angély                              | Vals de Saintonge Communauté      |
| 17218      | 17230       | Marans                        | 4487                             | 82,49         | 54               | Marans | La Rochelle                                      | Aunis Atlantique                  |
| 17219      | 17320       | Marennes-Hiers-Brouage        | 6148                             | 51,44         | 120              | Marennes | Rochefort                                        | Bassin de Marennes                |
| 17220      | 17800       | Marignac                      | 412                              | 13,50         | 31               | Pons | Jonzac Saintes                                   | Haute-Saintonge                   |
| 17221      | 17700       | Marsais                       | 956                              | 23,98         | 40               | Surgères | Rochefort                                        | Aunis Sud                         |
| 17222      | 17137       | Marsilly                      | 3185                             | 11,91         | 267              | Lagord La Rochelle-5 | La Rochelle                                      | La Rochelle                       |
| 17223      | 17490       | Massac                        | 183                              | 9,15          | 20               | Matha | Saint-Jean-d’Angély                              | Vals de Saintonge Communauté      |
| 17224      | 17160       | Matha                         | 2202                             | 19,08         | 115              | Matha | Saint-Jean-d’Angély                              | Vals de Saintonge Communauté      |
| 17226      | 17400       | Mazeray                       | 990                              | 19,38         | 51               | Saint-Jean-d’Angély | Saint-Jean-d’Angély                              | Vals de Saintonge Communauté      |
| 17227      | 17800       | Mazerolles                    | 236                              | 5,23          | 45               | Pons | Jonzac Saintes                                   | Haute-Saintonge                   |
| 17228      | 17600       | Médis                         | 3041                             | 23,46         | 130              | Saujon | Saintes                                          | Royan Atlantique                  |
| 17229      | 17210       | Mérignac                      | 235                              | 4,41          | 53               | Les Trois Monts Montlieu-la-Garde | Jonzac                                           | Haute-Saintonge                   |
| 17230      | 17132       | Meschers-sur-Gironde          | 3165                             | 15,98         | 198              | Saintonge Estuaire Cozes | Rochefort Saintes                                | Royan Atlantique                  |
| 17231      | 17130       | Messac                        | 104                              | 7,24          | 14               | Les Trois Monts Montendre | Jonzac                                           | Haute-Saintonge                   |
| 17232      | 17120       | Meursac                       | 1544                             | 26,17         | 59               | Saintonge Estuaire Gémozac | Saintes                                          | Gémozac et la Saintonge Viticole  |
| 17233      | 17500       | Meux                          | 329                              | 8,23          | 40               | Jonzac | Jonzac                                           | Haute-Saintonge                   |
| 17234      | 17330       | Migré                         | 354                              | 14,30         | 25               | Saint-Jean-d’Angély Loulay | Saint-Jean-d’Angély                              | Vals de Saintonge Communauté      |
| 17235      | 17770       | Migron                        | 699                              | 15,06         | 46               | Chaniers Burie | Saintes                                          | Saintes - Grandes Rives - L’Agglo |
| 17236      | 17150       | Mirambeau                     | 1532                             | 26,94         | 57               | Pons Mirambeau | Jonzac                                           | Haute-Saintonge                   |
| 17237      | 17780       | Moëze                         | 592                              | 21,17         | 28               | Marennes Saint-Agnant | Rochefort                                        | Rochefort Océan                   |
| 17239      | 17160       | Mons                          | 446                              | 15,63         | 29               | Matha | Saint-Jean-d’Angély                              | Vals de Saintonge Communauté      |
| 17240      | 17130       | Montendre                     | 3226                             | 25,06         | 129              | Les Trois Monts Montendre | Jonzac                                           | Haute-Saintonge                   |
| 17241      | 17270       | Montguyon                     | 1636                             | 18,18         | 90               | Les Trois Monts Montguyon | Jonzac                                           | Haute-Saintonge                   |
| 17242      | 17800       | Montils                       | 871                              | 23,64         | 37               | Thénac Pons | Saintes                                          | Saintes - Grandes Rives - L’Agglo |
| 17243      | 17210       | Montlieu-la-Garde             | 1263                             | 31,60         | 40               | Les Trois Monts Montlieu-la-Garde | Jonzac                                           | Haute-Saintonge                   |
| 17244      | 17260       | Montpellier-de-Médillan       | 686                              | 14,85         | 46               | Saintonge Estuaire Gémozac | Saintes                                          | Gémozac et la Saintonge Viticole  |
| 17245      | 17220       | Montroy                       | 940                              | 3,99          | 236              | La Jarrie | La Rochelle                                      | La Rochelle                       |
| 17246      | 17430       | Moragne                       | 538                              | 12,03         | 45               | Tonnay-Charente | Rochefort                                        | Rochefort Océan                   |
| 17247      | 17113       | Mornac-sur-Seudre             | 867                              | 9,50          | 91               | La Tremblade Royan-Ouest | Rochefort                                        | Royan Atlantique                  |
| 17248      | 17120       | Mortagne-sur-Gironde          | 911                              | 18,87         | 48               | Saintonge Estuaire Cozes | Saintes                                          | Royan Atlantique                  |
| 17249      | 17500       | Mortiers                      | 170                              | 6,53          | 26               | Jonzac | Jonzac                                           | Haute-Saintonge                   |
| 17250      | 17240       | Mosnac                        | 489                              | 12,44         | 39               | Pons Saint-Genis-de-Saintonge | Jonzac                                           | Haute-Saintonge                   |
| 17253      | 17430       | Muron                         | 1357                             | 39,06         | 35               | Tonnay-Charente | Rochefort                                        | Rochefort Océan                   |
| 17254      | 17380       | Nachamps                      | 204                              | 4,18          | 49               | Saint-Jean-d’Angély Tonnay-Boutonne | Saint-Jean-d’Angély                              | Vals de Saintonge Communauté      |
| 17255      | 17600       | Nancras                       | 795                              | 3,06          | 260              | Saint-Porchaire Saujon | Saintes                                          | Cœur de Saintonge                 |
| 17256      | 17770       | Nantillé                      | 326                              | 10,78         | 30               | Chaniers Saint-Hilaire-de-Villefranche | Saint-Jean-d’Angély                              | Vals de Saintonge Communauté      |
| 17257      | 17510       | Néré                          | 667                              | 29,97         | 22               | Matha Aulnay | Saint-Jean-d’Angély                              | Vals de Saintonge Communauté      |
| 17258      | 17520       | Neuillac                      | 316                              | 10,57         | 30               | Jonzac Archiac | Jonzac                                           | Haute-Saintonge                   |
| 17259      | 17500       | Neulles                       | 160                              | 5,90          | 27               | Jonzac Archiac | Jonzac                                           | Haute-Saintonge                   |
| 17260      | 17270       | Neuvicq                       | 408                              | 22,72         | 18               | Les Trois Monts Montguyon | Jonzac                                           | Haute-Saintonge                   |
| 17261      | 17490       | Neuvicq-le-Château            | 346                              | 15,14         | 23               | Matha | Saint-Jean-d’Angély                              | Vals de Saintonge Communauté      |
| 17262      | 17810       | Nieul-lès-Saintes             | 1213                             | 20,41         | 59               | Saint-Porchaire Saintes-Ouest | Saintes                                          | Cœur de Saintonge                 |
| 17265      | 17600       | Nieulle-sur-Seudre            | 1224                             | 20,75         | 59               | Marennes | Rochefort                                        | Bassin de Marennes                |
| 17263      | 17150       | Nieul-le-Virouil              | 577                              | 22,64         | 25               | Jonzac Mirambeau | Jonzac                                           | Haute-Saintonge                   |
| 17264      | 17137       | Nieul-sur-Mer                 | 5805                             | 10,96         | 530              | Lagord La Rochelle-9 | La Rochelle                                      | La Rochelle                       |
| 17267      | 17540       | Nuaillé-d’Aunis               | 1259                             | 16,47         | 76               | Marans Courçon | La Rochelle                                      | Aunis Atlantique                  |
| 17269      | 17210       | Orignolles                    | 715                              | 13,66         | 52               | Les Trois Monts Montlieu-la-Garde | Jonzac                                           | Haute-Saintonge                   |
| 17270      | 17500       | Ozillac                       | 611                              | 15,93         | 38               | Jonzac | Jonzac                                           | Haute-Saintonge                   |
| 17271      | 17470       | Paillé                        | 327                              | 12,44         | 26               | Matha Aulnay | Saint-Jean-d’Angély                              | Vals de Saintonge Communauté      |
| 17273      | 17800       | Pérignac                      | 959                              | 27,56         | 35               | Thénac Pons | Jonzac Saintes                                   | Haute-Saintonge                   |
| 17274      | 17180       | Périgny                       | 8802                             | 10,78         | 817              | Aytré La Rochelle-8 | La Rochelle                                      | La Rochelle                       |
| 17275      | 17810       | Pessines                      | 799                              | 9,05          | 88               | Thénac Saintes-Ouest | Saintes                                          | Saintes - Grandes Rives - L’Agglo |
| 17278      | 17600       | Pisany                        | 775                              | 6,59          | 118              | Thénac Saujon | Saintes                                          | Saintes - Grandes Rives - L’Agglo |
| 17279      | 17240       | Plassac                       | 666                              | 15,48         | 43               | Pons Saint-Genis-de-Saintonge | Jonzac                                           | Haute-Saintonge                   |
| 17280      | 17250       | Plassay                       | 817                              | 16,87         | 48               | Saint-Porchaire | Saintes                                          | Cœur de Saintonge                 |
| 17281      | 17210       | Polignac                      | 161                              | 4,64          | 35               | Les Trois Monts Montlieu-la-Garde | Jonzac                                           | Haute-Saintonge                   |
| 17282      | 17130       | Pommiers-Moulons              | 212                              | 9,60          | 22               | Les Trois Monts Montendre | Jonzac                                           | Haute-Saintonge                   |
| 17283      | 17800       | Pons                          | 4308                             | 27,63         | 156              | Pons | Jonzac Saintes                                   | Haute-Saintonge                   |
| 17284      | 17250       | Pont-l’Abbé-d’Arnoult         | 1793                             | 12,41         | 144              | Saint-Porchaire | Saintes                                          | Cœur de Saintonge                 |
| 17285      | 17350       | Port-d’Envaux                 | 1170                             | 22,55         | 52               | Saint-Porchaire | Saintes                                          | Cœur de Saintonge                 |
| 17484      | 17730       | Port-des-Barques              | 1754                             | 5,66          | 310              | Tonnay-Charente Saint-Agnant | Rochefort                                        | Rochefort Océan                   |
| 17287      | 17210       | Pouillac                      | 288                              | 4,59          | 63               | Les Trois Monts Montlieu-la-Garde | Jonzac                                           | Haute-Saintonge                   |
| 17288      | 17400       | Poursay-Garnaud               | 312                              | 5,22          | 60               | Matha Saint-Jean-d’Angély | Saint-Jean-d’Angély                              | Vals de Saintonge Communauté      |
| 17289      | 17460       | Préguillac                    | 438                              | 6,60          | 66               | Thénac Saintes-Ouest | Saintes                                          | Saintes - Grandes Rives - L’Agglo |
| 17290      | 17160       | Prignac                       | 286                              | 6,77          | 42               | Matha | Saint-Jean-d’Angély                              | Vals de Saintonge Communauté      |
| 17291      | 17138       | Puilboreau                    | 6668                             | 7,88          | 846              | Aytré La Rochelle-5 | La Rochelle                                      | La Rochelle                       |
| 17292      | 17380       | Puy-du-Lac                    | 521                              | 14,60         | 36               | Saint-Jean-d’Angély Tonnay-Boutonne | Saint-Jean-d’Angély                              | Vals de Saintonge Communauté      |
| 17293      | 17700       | Puyravault                    | 723                              | 13,68         | 53               | Surgères | Rochefort                                        | Aunis Sud                         |
| 17294      | 17380       | Puyrolland                    | 184                              | 12,98         | 14               | Saint-Jean-d’Angély Tonnay-Boutonne | Saint-Jean-d’Angély                              | Vals de Saintonge Communauté      |
| 17295      | 17500       | Réaux sur Trèfle              | 773                              | 20,45         | 38               | Jonzac | Jonzac                                           | Haute-Saintonge                   |
| 17296      | 17460       | Rétaud                        | 1057                             | 19,92         | 53               | Thénac Gémozac | Saintes                                          | Gémozac et la Saintonge Viticole  |
| 17298      | 17460       | Rioux                         | 977                              | 18,98         | 51               | Thénac Gémozac | Saintes                                          | Gémozac et la Saintonge Viticole  |
| 17268      | 17470       | Rives-de-Boutonne             | 422                              | 21,17         | 20               | Matha | Saint-Jean-d’Angély                              | Vals de Saintonge Communauté      |
| 17297      | 17940       | Rivedoux-Plage                | 2428                             | 4,52          | 537              | Île de Ré Saint-Martin-de-Ré | La Rochelle                                      | Île de Ré                         |
| 17299      | 17300       | Rochefort                     | 23.188                           | 21,95         | 1056             | Rochefort Rochefort-Sud Rochefort-Centre /Rochefort-Nord | Rochefort                                        | Rochefort Océan                   |
| 17301      | 17510       | Romazières                    | 83                               | 8,70          | 10               | Matha Aulnay | Saint-Jean-d’Angély                              | Vals de Saintonge Communauté      |
| 17302      | 17250       | Romegoux                      | 623                              | 13,25         | 47               | Saint-Porchaire | Saintes                                          | Cœur de Saintonge                 |
| 17304      | 17800       | Rouffiac                      | 503                              | 5,85          | 86               | Thénac Pons | Saintes                                          | Saintes - Grandes Rives - L’Agglo |
| 17305      | 17130       | Rouffignac                    | 427                              | 14,62         | 29               | Les Trois Monts Montendre | Jonzac                                           | Haute-Saintonge                   |
| 17306      | 17200       | Royan                         | 19.322                           | 19,30         | 1001             | Royan Royan-Est Royan-Ouest | Rochefort                                        | Royan Atlantique                  |
| 17307      | 17600       | Sablonceaux                   | 1413                             | 22,09         | 64               | Saujon | Saintes                                          | Royan Atlantique                  |
| 17308      | 17620       | Saint-Agnant                  | 2774                             | 22,49         | 123              | Marennes Saint-Agnant | Rochefort                                        | Rochefort Océan                   |
| 17309      | 17360       | Saint-Aigulin                 | 1884                             | 28,36         | 66               | Les Trois Monts Montguyon | Jonzac                                           | Haute-Saintonge                   |
| 17310      | 17260       | Saint-André-de-Lidon          | 1220                             | 23,83         | 51               | Saintonge Estuaire Gémozac | Saintes                                          | Gémozac et la Saintonge Viticole  |
| 17311      | 17570       | Saint-Augustin                | 1503                             | 18,83         | 80               | La Tremblade | Rochefort                                        | Royan Atlantique                  |
| 17312      | 17150       | Saint-Bonnet-sur-Gironde      | 840                              | 30,60         | 27               | Pons Mirambeau | Jonzac                                           | Haute-Saintonge                   |
| 17313      | 17770       | Saint-Bris-des-Bois           | 388                              | 9,06          | 43               | Chaniers Burie | Saintes                                          | Saintes - Grandes Rives - L’Agglo |
| 17314      | 17770       | Saint-Césaire                 | 894                              | 10,41         | 86               | Chaniers Burie | Saintes                                          | Saintes - Grandes Rives - L’Agglo |
| 17315      | 17220       | Saint-Christophe              | 1405                             | 13,64         | 103              | La Jarrie | La Rochelle                                      | La Rochelle                       |
| 17316      | 17520       | Saint-Ciers-Champagne         | 388                              | 18,08         | 21               | Jonzac Archiac | Jonzac                                           | Haute-Saintonge                   |
| 17317      | 17240       | Saint-Ciers-du-Taillon        | 575                              | 22,10         | 26               | Pons Mirambeau | Jonzac                                           | Haute-Saintonge                   |
| 17318      | 17590       | Saint-Clément-des-Baleines    | 712                              | 6,80          | 105              | Île de Ré Ars-en-Ré | La Rochelle                                      | Île de Ré                         |
| 17320      | 17430       | Saint-Coutant-le-Grand        | 416                              | 12,80         | 33               | Tonnay-Charente | Rochefort                                        | Rochefort Océan                   |
| 17321      | 17380       | Saint-Crépin                  | 346                              | 13,94         | 25               | Saint-Jean-d’Angély Tonnay-Boutonne | Rochefort Saint-Jean-d’Angély                    | Aunis Sud                         |
| 17322      | 17170       | Saint-Cyr-du-Doret            | 683                              | 17,08         | 40               | Marans Courçon | La Rochelle                                      | Aunis Atlantique                  |
| 17323      | 17650       | Saint-Denis-d’Oléron          | 1346                             | 11,75         | 115              | Île d’Oléron Saint-Pierre-d’Oléron | Rochefort                                        | Île d’Oléron                      |
| 17324      | 17150       | Saint-Dizant-du-Bois          | 113                              | 4,16          | 27               | Jonzac Mirambeau | Jonzac                                           | Haute-Saintonge                   |
| 17325      | 17240       | Saint-Dizant-du-Gua           | 501                              | 18,44         | 27               | Pons Saint-Genis-de-Saintonge | Jonzac                                           | Haute-Saintonge                   |
| 17319      | 17210       | Sainte-Colombe                | 110                              | 4,38          | 25               | Les Trois Monts Montlieu-la-Garde | Jonzac                                           | Haute-Saintonge                   |
| 17330      | 17250       | Sainte-Gemme                  | 1364                             | 40,91         | 33               | Saint-Porchaire | Saintes                                          | Cœur de Saintonge                 |
| 17355      | 17520       | Sainte-Lheurine               | 527                              | 17,78         | 30               | Jonzac Archiac | Jonzac                                           | Haute-Saintonge                   |
| 17360      | 17740       | Sainte-Marie-de-Ré            | 3392                             | 9,84          | 345              | Île de Ré Saint-Martin-de-Ré | La Rochelle                                      | Île de Ré                         |
| 17374      | 17770       | Sainte-Même                   | 225                              | 6,15          | 37               | Chaniers Saint-Hilaire-de-Villefranche | Saint-Jean-d’Angély                              | Vals de Saintonge Communauté      |
| 17389      | 17250       | Sainte-Radegonde              | 578                              | 11,14         | 52               | Saint-Porchaire | Saintes                                          | Cœur de Saintonge                 |
| 17390      | 17240       | Sainte-Ramée                  | 114                              | 4,67          | 24               | Pons Mirambeau | Jonzac                                           | Haute-Saintonge                   |
| 17415      | 17100       | Saintes                       | 25.312                           | 45,55         | 556              | Saintes Saintes-Est Saintes-Nord Saintes-Ouest | Saintes                                          | Saintes - Grandes Rives - L’Agglo |
| 17407      | 17220       | Sainte-Soulle                 | 5016                             | 21,82         | 230              | La Jarrie | La Rochelle                                      | La Rochelle                       |
| 17326      | 17520       | Saint-Eugène                  | 285                              | 16,56         | 17               | Jonzac Archiac | Jonzac                                           | Haute-Saintonge                   |
| 17327      | 17330       | Saint-Félix                   | 322                              | 15,23         | 21               | Saint-Jean-d’Angély Loulay | Saint-Jean-d’Angély                              | Vals de Saintonge Communauté      |
| 17328      | 17240       | Saint-Fort-sur-Gironde        | 907                              | 24,22         | 37               | Pons Saint-Genis-de-Saintonge | Jonzac                                           | Haute-Saintonge                   |
| 17329      | 17780       | Saint-Froult                  | 390                              | 6,39          | 61               | Marennes Saint-Agnant | Rochefort                                        | Rochefort Océan                   |
| 17331      | 17240       | Saint-Genis-de-Saintonge      | 1252                             | 11,02         | 114              | Pons Saint-Genis-de-Saintonge | Jonzac                                           | Haute-Saintonge                   |
| 17332      | 17240       | Saint-Georges-Antignac        | 407                              | 10,10         | 40               | Jonzac Saint-Genis-de-Saintonge | Jonzac                                           | Haute-Saintonge                   |
| 17337      | 17190       | Saint-Georges-d’Oléron        | 4052                             | 46,55         | 87               | Île d’Oléron Saint-Pierre-d’Oléron | Rochefort                                        | Île d’Oléron                      |
| 17333      | 17110       | Saint-Georges-de-Didonne      | 5093                             | 10,58         | 481              | Royan Royan-Est | Rochefort                                        | Royan Atlantique                  |
| 17335      | 17150       | Saint-Georges-des-Agoûts      | 281                              | 6,31          | 45               | Pons Mirambeau | Jonzac                                           | Haute-Saintonge                   |
| 17336      | 17810       | Saint-Georges-des-Coteaux     | 2840                             | 19,23         | 148              | Saint-Porchaire Saintes-Ouest | Saintes                                          | Saintes - Grandes Rives - L’Agglo |
| 17338      | 17700       | Saint-Georges-du-Bois         | 1869                             | 27,90         | 67               | Surgères | Rochefort                                        | Aunis Sud                         |
| 17339      | 17500       | Saint-Germain-de-Lusignan     | 1298                             | 18,05         | 72               | Jonzac | Jonzac                                           | Haute-Saintonge                   |
| 17341      | 17500       | Saint-Germain-de-Vibrac       | 186                              | 7,17          | 26               | Jonzac Archiac | Jonzac                                           | Haute-Saintonge                   |
| 17342      | 17240       | Saint-Germain-du-Seudre       | 406                              | 16,09         | 25               | Pons Saint-Genis-de-Saintonge | Jonzac                                           | Haute-Saintonge                   |
| 17343      | 17240       | Saint-Grégoire-d’Ardennes     | 144                              | 3,50          | 41               | Pons Saint-Genis-de-Saintonge | Jonzac                                           | Haute-Saintonge                   |
| 17344      | 17770       | Saint-Hilaire-de-Villefranche | 1350                             | 25,08         | 54               | Chaniers | Saint-Jean-d’Angély                              | Vals de Saintonge Communauté      |
| 17345      | 17500       | Saint-Hilaire-du-Bois         | 298                              | 7,48          | 40               | Jonzac Mirambeau | Jonzac                                           | Haute-Saintonge                   |
| 17346      | 17430       | Saint-Hippolyte               | 1485                             | 23,28         | 64               | Tonnay-Charente | Rochefort                                        | Rochefort Océan                   |
| 17347      | 17400       | Saint-Jean-d’Angély           | 6679                             | 18,78         | 356              | Saint-Jean-d’Angély | Saint-Jean-d’Angély                              | Vals de Saintonge Communauté      |
| 17348      | 17620       | Saint-Jean-d’Angle            | 698                              | 21,61         | 32               | Marennes Saint-Agnant | Rochefort                                        | Rochefort Océan                   |
| 17349      | 17170       | Saint-Jean-de-Liversay        | 3050                             | 41,42         | 74               | Marans Courçon | La Rochelle                                      | Aunis Atlantique                  |
| 17350      | 17400       | Saint-Julien-de-l’Escap       | 857                              | 8,68          | 99               | Matha Saint-Jean-d’Angély | Saint-Jean-d’Angély                              | Vals de Saintonge Communauté      |
| 17351      | 17320       | Saint-Just-Luzac              | 2100                             | 47,74         | 44               | Marennes | Rochefort                                        | Bassin de Marennes                |
| 17353      | 17450       | Saint-Laurent-de-la-Prée      | 2285                             | 27,51         | 83               | Châtelaillon-Plage Rochefort-Nord | Rochefort                                        | Rochefort Océan                   |
| 17354      | 17800       | Saint-Léger                   | 672                              | 15,88         | 42               | Pons | Jonzac Saintes                                   | Haute-Saintonge                   |
| 17356      | 17380       | Saint-Loup                    | 312                              | 16,42         | 19               | Saint-Jean-d’Angély Tonnay-Boutonne | Saint-Jean-d’Angély                              | Vals de Saintonge Communauté      |
| 17357      | 17520       | Saint-Maigrin                 | 533                              | 21,49         | 25               | Jonzac Archiac | Jonzac                                           | Haute-Saintonge                   |
| 17358      | 17470       | Saint-Mandé-sur-Brédoire      | 298                              | 23,21         | 13               | Matha Aulnay | Saint-Jean-d’Angély                              | Vals de Saintonge Communauté      |
| 17359      | 17700       | Saint-Mard                    | 1244                             | 21,21         | 59               | Surgères | Rochefort                                        | Aunis Sud                         |
| 17361      | 17330       | Saint-Martial                 | 110                              | 4,07          | 27               | Matha Loulay | Saint-Jean-d’Angély                              | Vals de Saintonge Communauté      |
| 17362      | 17150       | Saint-Martial-de-Mirambeau    | 301                              | 9,08          | 33               | Pons Mirambeau | Jonzac                                           | Haute-Saintonge                   |
| 17363      | 17500       | Saint-Martial-de-Vitaterne    | 549                              | 2,78          | 197              | Jonzac | Jonzac                                           | Haute-Saintonge                   |
| 17364      | 17520       | Saint-Martial-sur-Né          | 428                              | 11,60         | 37               | Jonzac Archiac | Jonzac                                           | Haute-Saintonge                   |
| 17365      | 17270       | Saint-Martin-d’Ary            | 471                              | 8,61          | 55               | Les Trois Monts Montguyon | Jonzac                                           | Haute-Saintonge                   |
| 17366      | 17360       | Saint-Martin-de-Coux          | 459                              | 15,71         | 29               | Les Trois Monts Montguyon | Jonzac                                           | Haute-Saintonge                   |
| 17367      | 17400       | Saint-Martin-de-Juillers      | 152                              | 8,38          | 18               | Matha Aulnay | Saint-Jean-d’Angély                              | Vals de Saintonge Communauté      |
| 17369      | 17410       | Saint-Martin-de-Ré            | 2309                             | 4,70          | 491              | Île de Ré Saint-Martin-de-Ré | La Rochelle                                      | Île de Ré                         |
| 17372      | 17500       | Saint-Médard                  | 90                               | 3,81          | 24               | Jonzac | Jonzac                                           | Haute-Saintonge                   |
| 17373      | 17220       | Saint-Médard-d’Aunis          | 2367                             | 22,53         | 105              | La Jarrie | La Rochelle                                      | La Rochelle                       |
| 17375      | 17780       | Saint-Nazaire-sur-Charente    | 1214                             | 20,31         | 60               | Tonnay-Charente Saint-Agnant | Rochefort                                        | Rochefort Océan                   |
| 17376      | 17230       | Saint-Ouen-d’Aunis            | 2133                             | 8,82          | 242              | Marans | La Rochelle                                      | Aunis Atlantique                  |
| 17377      | 17490       | Saint-Ouen-la-Thène           | 137                              | 7,01          | 20               | Matha | Saint-Jean-d’Angély                              | Vals de Saintonge Communauté      |
| 17378      | 17210       | Saint-Palais-de-Négrignac     | 417                              | 18,51         | 23               | Les Trois Monts Montlieu-la-Garde | Jonzac                                           | Haute-Saintonge                   |
| 17379      | 17800       | Saint-Palais-de-Phiolin       | 214                              | 11,01         | 19               | Pons Saint-Genis-de-Saintonge | Jonzac                                           | Haute-Saintonge                   |
| 17380      | 17420       | Saint-Palais-sur-Mer          | 3879                             | 15,69         | 247              | La Tremblade Royan-Ouest | Rochefort                                        | Royan Atlantique                  |
| 17381      | 17400       | Saint-Pardoult                | 214                              | 5,60          | 38               | Matha Saint-Jean-d’Angély | Saint-Jean-d’Angély                              | Vals de Saintonge Communauté      |
| 17382      | 17700       | Saint-Pierre-d’Amilly         | 564                              | 19,81         | 28               | Surgères | Rochefort                                        | Aunis Sud                         |
| 17385      | 17310       | Saint-Pierre-d’Oléron         | 6665                             | 40,55         | 164              | Île d’Oléron Saint-Pierre-d’Oléron | Rochefort                                        | Île d’Oléron                      |
| 17383      | 17400       | Saint-Pierre-de-Juillers      | 347                              | 17,59         | 20               | Matha Aulnay | Saint-Jean-d’Angély                              | Vals de Saintonge Communauté      |
| 17384      | 17330       | Saint-Pierre-de-l’Isle        | 268                              | 6,43          | 42               | Matha Loulay | Saint-Jean-d’Angély                              | Vals de Saintonge Communauté      |
| 17386      | 17270       | Saint-Pierre-du-Palais        | 335                              | 12,93         | 26               | Les Trois Monts Montguyon | Jonzac                                           | Haute-Saintonge                   |
| 17340      | 17700       | Saint-Pierre-la-Noue          | 1498                             | 24,91         | 60               | Surgères | Rochefort                                        | Aunis Sud                         |
| 17387      | 17250       | Saint-Porchaire               | 1988                             | 17,40         | 114              | Saint-Porchaire | Saintes                                          | Cœur de Saintonge                 |
| 17388      | 17800       | Saint-Quantin-de-Rançanne     | 263                              | 9,11          | 29               | Pons Gémozac | Jonzac Saintes                                   | Haute-Saintonge                   |
| 17391      | 17220       | Saint-Rogatien                | 2394                             | 5,19          | 461              | La Jarrie | La Rochelle                                      | La Rochelle                       |
| 17393      | 17600       | Saint-Romain-de-Benet         | 1777                             | 32,78         | 54               | Saujon | Saintes                                          | Royan Atlantique                  |
| 17394      | 17700       | Saint-Saturnin-du-Bois        | 910                              | 25,21         | 36               | Surgères | Rochefort                                        | Aunis Sud                         |
| 17395      | 17610       | Saint-Sauvant                 | 514                              | 7,05          | 73               | Chaniers Burie | Saintes                                          | Saintes - Grandes Rives - L’Agglo |
| 17396      | 17540       | Saint-Sauveur-d’Aunis         | 1885                             | 19,66         | 96               | Marans Courçon | La Rochelle                                      | Aunis Atlantique                  |
| 17397      | 17350       | Saint-Savinien                | 2458                             | 47,00         | 52               | Saint-Jean-d’Angély Saint-Savinien | Saint-Jean-d’Angély                              | Vals de Saintonge Communauté      |
| 17398      | 17800       | Saint-Seurin-de-Palenne       | 166                              | 4,03          | 41               | Pons | Jonzac Saintes                                   | Haute-Saintonge                   |
| 17400      | 17800       | Saint-Sever-de-Saintonge      | 648                              | 8,13          | 80               | Thénac Pons | Saintes                                          | Saintes - Grandes Rives - L’Agglo |
| 17401      | 17330       | Saint-Séverin-sur-Boutonne    | 93                               | 7,78          | 12               | Matha Loulay | Saint-Jean-d’Angély                              | Vals de Saintonge Communauté      |
| 17402      | 17240       | Saint-Sigismond-de-Clermont   | 162                              | 5,28          | 31               | Jonzac Saint-Genis-de-Saintonge | Jonzac                                           | Haute-Saintonge                   |
| 17403      | 17500       | Saint-Simon-de-Bordes         | 767                              | 14,08         | 54               | Jonzac | Jonzac                                           | Haute-Saintonge                   |
| 17404      | 17260       | Saint-Simon-de-Pellouaille    | 684                              | 8,95          | 76               | Saintonge Estuaire Gémozac | Saintes                                          | Gémozac et la Saintonge Viticole  |
| 17405      | 17150       | Saint-Sorlin-de-Conac         | 205                              | 15,37         | 13               | Pons Mirambeau | Jonzac                                           | Haute-Saintonge                   |
| 17406      | 17600       | Saint-Sornin                  | 420                              | 13,49         | 31               | Marennes | Rochefort                                        | Bassin de Marennes                |
| 17408      | 17250       | Saint-Sulpice-d’Arnoult       | 919                              | 16,12         | 57               | Saint-Porchaire | Saintes                                          | Cœur de Saintonge                 |
| 17409      | 17200       | Saint-Sulpice-de-Royan        | 3417                             | 20,81         | 164              | Saujon Royan-Ouest | Rochefort                                        | Royan Atlantique                  |
| 17410      | 17150       | Saint-Thomas-de-Conac         | 574                              | 28,04         | 20               | Pons Mirambeau | Jonzac                                           | Haute-Saintonge                   |
| 17411      | 17370       | Saint-Trojan-les-Bains        | 1118                             | 17,53         | 64               | Île d’Oléron Le Château-d’Oléron | Rochefort                                        | Île d’Oléron                      |
| 17412      | 17100       | Saint-Vaize                   | 628                              | 4,61          | 136              | Chaniers Saintes-Nord | Saintes                                          | Saintes - Grandes Rives - L’Agglo |
| 17413      | 17220       | Saint-Vivien                  | 1411                             | 8,27          | 171              | Châtelaillon-Plage La Jarrie | La Rochelle                                      | La Rochelle                       |
| 17414      | 17138       | Saint-Xandre                  | 5531                             | 13,29         | 416              | Lagord La Rochelle-5 | La Rochelle                                      | La Rochelle                       |
| 17416      | 17510       | Saleignes                     | 57                               | 7,89          | 7                | Matha Aulnay | Saint-Jean-d’Angély                              | Vals de Saintonge Communauté      |
| 17417      | 17130       | Salignac-de-Mirambeau         | 164                              | 7,56          | 22               | Pons Mirambeau | Jonzac                                           | Haute-Saintonge                   |
| 17418      | 17800       | Salignac-sur-Charente         | 609                              | 10,22         | 60               | Thénac Pons | Jonzac Saintes                                   | Haute-Saintonge                   |
| 17420      | 17220       | Salles-sur-Mer                | 2427                             | 14,03         | 173              | Châtelaillon-Plage La Jarrie | La Rochelle                                      | La Rochelle                       |
| 17421      | 17600       | Saujon                        | 7314                             | 18,07         | 405              | Saujon | Saintes                                          | Royan Atlantique                  |
| 17422      | 17510       | Seigné                        | 91                               | 6,43          | 14               | Matha Aulnay | Saint-Jean-d’Angély                              | Vals de Saintonge Communauté      |
| 17423      | 17150       | Semillac                      | 68                               | 2,47          | 28               | Pons Mirambeau | Jonzac                                           | Haute-Saintonge                   |
| 17424      | 17150       | Semoussac                     | 389                              | 9,62          | 40               | Pons Mirambeau | Jonzac                                           | Haute-Saintonge                   |
| 17425      | 17120       | Semussac                      | 2532                             | 24,85         | 102              | Saujon Cozes | Saintes                                          | Royan Atlantique                  |
| 17427      | 17490       | Siecq                         | 213                              | 11,66         | 18               | Matha | Saint-Jean-d’Angély                              | Vals de Saintonge Communauté      |
| 17428      | 17160       | Sonnac                        | 503                              | 17,12         | 29               | Matha | Saint-Jean-d’Angély                              | Vals de Saintonge Communauté      |
| 17429      | 17780       | Soubise                       | 3935                             | 10,93         | 360              | Tonnay-Charente Saint-Agnant | Rochefort                                        | Rochefort Océan                   |
| 17430      | 17150       | Soubran                       | 419                              | 13,25         | 32               | Pons Mirambeau | Jonzac                                           | Haute-Saintonge                   |
| 17431      | 17250       | Soulignonne                   | 742                              | 14,31         | 52               | Saint-Porchaire | Saintes                                          | Cœur de Saintonge                 |
| 17432      | 17130       | Souméras                      | 374                              | 6,26          | 60               | Les Trois Monts Montendre | Jonzac                                           | Haute-Saintonge                   |
| 17433      | 17130       | Sousmoulins                   | 214                              | 7,70          | 28               | Les Trois Monts Montendre | Jonzac                                           | Haute-Saintonge                   |
| 17434      | 17700       | Surgères                      | 6861                             | 28,71         | 239              | Surgères | Rochefort                                        | Aunis Sud                         |
| 17435      | 17350       | Taillant                      | 191                              | 4,96          | 39               | Saint-Jean-d’Angély Saint-Savinien | Saint-Jean-d’Angély                              | Vals de Saintonge Communauté      |
| 17436      | 17350       | Taillebourg                   | 782                              | 14,25         | 55               | Saint-Jean-d’Angély Saint-Savinien | Saint-Jean-d’Angély                              | Vals de Saintonge Communauté      |
| 17437      | 17120       | Talmont-sur-Gironde           | 83                               | 4,44          | 19               | Saintonge Estuaire Cozes | Saintes                                          | Royan Atlantique                  |
| 17438      | 17260       | La Devise                     | 296                              | 11,23         | 26               | Saintonge Estuaire Gémozac | Saintes                                          | Gémozac et la Saintonge Viticole  |
| 17439      | 17170       | Taugon                        | 772                              | 15,70         | 49               | Marans Courçon | La Rochelle                                      | Aunis Atlantique                  |
| 17440      | 17400       | Ternant                       | 381                              | 5,61          | 68               | Saint-Jean-d’Angély | Saint-Jean-d’Angély                              | Vals de Saintonge Communauté      |
| 17441      | 17460       | Tesson                        | 1144                             | 12,13         | 94               | Thénac Gémozac | Saintes                                          | Gémozac et la Saintonge Viticole  |
| 17442      | 17120       | Thaims                        | 387                              | 8,74          | 44               | Saintonge Estuaire Gémozac | Saintes                                          | Gémozac et la Saintonge Viticole  |
| 17443      | 17290       | Thairé                        | 1874                             | 18,74         | 100              | La Jarrie Aigrefeuille-d’Aunis | La Rochelle Rochefort                            | La Rochelle                       |
| 17444      | 17460       | Thénac                        | 1702                             | 19,17         | 89               | Thénac Saintes-Ouest | Saintes                                          | Saintes - Grandes Rives - L’Agglo |
| 17445      | 17600       | Thézac                        | 332                              | 12,42         | 27               | Thénac Saujon | Saintes                                          | Gémozac et la Saintonge Viticole  |
| 17446      | 17160       | Thors                         | 470                              | 5,55          | 85               | Matha | Saint-Jean-d’Angély                              | Vals de Saintonge Communauté      |
| 17448      | 17380       | Tonnay-Boutonne               | 1190                             | 22,73         | 52               | Saint-Jean-d’Angély Tonnay-Boutonne | Saint-Jean-d’Angély                              | Vals de Saintonge Communauté      |
| 17449      | 17430       | Tonnay-Charente               | 8248                             | 34,39         | 240              | Tonnay-Charente | Rochefort                                        | Rochefort Océan                   |
| 17450      | 17380       | Torxé                         | 252                              | 11,43         | 22               | Saint-Jean-d’Angély Tonnay-Boutonne | Saint-Jean-d’Angély                              | Vals de Saintonge Communauté      |
| 17453      | 17250       | Trizay                        | 1505                             | 14,13         | 107              | Saint-Porchaire | Saintes                                          | Cœur de Saintonge                 |
| 17454      | 17130       | Tugéras-Saint-Maurice         | 383                              | 13,77         | 28               | Les Trois Monts Montendre | Jonzac                                           | Haute-Saintonge                   |
| 17458      | 17500       | Vanzac                        | 191                              | 6,39          | 30               | Les Trois Monts Montendre | Jonzac                                           | Haute-Saintonge                   |
| 17459      | 17400       | Varaize                       | 545                              | 20,48         | 27               | Matha Saint-Jean-d’Angély | Saint-Jean-d’Angély                              | Vals de Saintonge Communauté      |
| 17460      | 17460       | Varzay                        | 847                              | 14,04         | 60               | Thénac Saintes-Ouest | Saintes                                          | Saintes - Grandes Rives - L’Agglo |
| 17461      | 17640       | Vaux-sur-Mer                  | 4030                             | 5,97          | 675              | Royan Royan-Ouest | Rochefort                                        | Royan Atlantique                  |
| 17462      | 17100       | Vénérand                      | 771                              | 9,65          | 80               | Chaniers Saintes-Nord | Saintes                                          | Saintes - Grandes Rives - L’Agglo |
| 17463      | 17300       | Vergeroux                     | 1285                             | 5,53          | 232              | Tonnay-Charente Rochefort-Nord | Rochefort                                        | Rochefort Océan                   |
| 17464      | 17330       | Vergné                        | 168                              | 8,00          | 21               | Saint-Jean-d’Angély Loulay | Saint-Jean-d’Angély                              | Vals de Saintonge Communauté      |
| 17466      | 17540       | Vérines                       | 2375                             | 13,35         | 178              | La Jarrie | La Rochelle                                      | La Rochelle                       |
| 17467      | 17400       | Vervant                       | 244                              | 5,62          | 43               | Matha Saint-Jean-d’Angély | Saint-Jean-d’Angély                              | Vals de Saintonge Communauté      |
| 17468      | 17130       | Vibrac                        | 159                              | 5,02          | 32               | Jonzac | Jonzac                                           | Haute-Saintonge                   |
| 17469      | 17260       | Villars-en-Pons               | 578                              | 13,32         | 43               | Saintonge Estuaire Gémozac | Saintes                                          | Gémozac et la Saintonge Viticole  |
| 17470      | 17770       | Villars-les-Bois              | 240                              | 8,60          | 28               | Chaniers Burie | Saintes                                          | Saintes - Grandes Rives - L’Agglo |
| 17472      | 17230       | Villedoux                     | 2241                             | 15,84         | 141              | Marans | La Rochelle                                      | Aunis Atlantique                  |
| 17473      | 17470       | Villemorin                    | 125                              | 10,67         | 12               | Matha Aulnay | Saint-Jean-d’Angély                              | Vals de Saintonge Communauté      |
| 17474      | 17330       | Villeneuve-la-Comtesse        | 745                              | 15,90         | 47               | Saint-Jean-d’Angély Loulay | Saint-Jean-d’Angély                              | Vals de Saintonge Communauté      |
| 17476      | 17500       | Villexavier                   | 270                              | 9,97          | 27               | Jonzac | Jonzac                                           | Haute-Saintonge                   |
| 17477      | 17510       | Villiers-Couture              | 108                              | 8,37          | 13               | Matha Aulnay | Saint-Jean-d’Angély                              | Vals de Saintonge Communauté      |
| 17478      | 17510       | Vinax                         | 67                               | 9,19          | 7                | Matha Aulnay | Saint-Jean-d’Angély                              | Vals de Saintonge Communauté      |
| 17479      | 17260       | Virollet                      | 298                              | 10,01         | 30               | Saintonge Estuaire Gémozac | Saintes                                          | Gémozac et la Saintonge Viticole  |
| 17480      | 17290       | Virson                        | 738                              | 9,92          | 74               | Surgères Aigrefeuille-d’Aunis | Rochefort                                        | Aunis Sud                         |
| 17481      | 17400       | Voissay                       | 172                              | 5,06          | 34               | Saint-Jean-d’Angély | Saint-Jean-d’Angély                              | Vals de Saintonge Communauté      |
| 17482      | 17700       | Vouhé                         | 657                              | 15,61         | 42               | Surgères | Rochefort                                        | Aunis Sud                         |
| 17483      | 17340       | Yves                          | 1508                             | 25,75         | 59               | Châtelaillon-Plage Rochefort-Nord | La Rochelle Rochefort                            | La Rochelle                       |

## Veränderungen im Gemeindebestand seit der landesweiten Neuordnung der Kantone

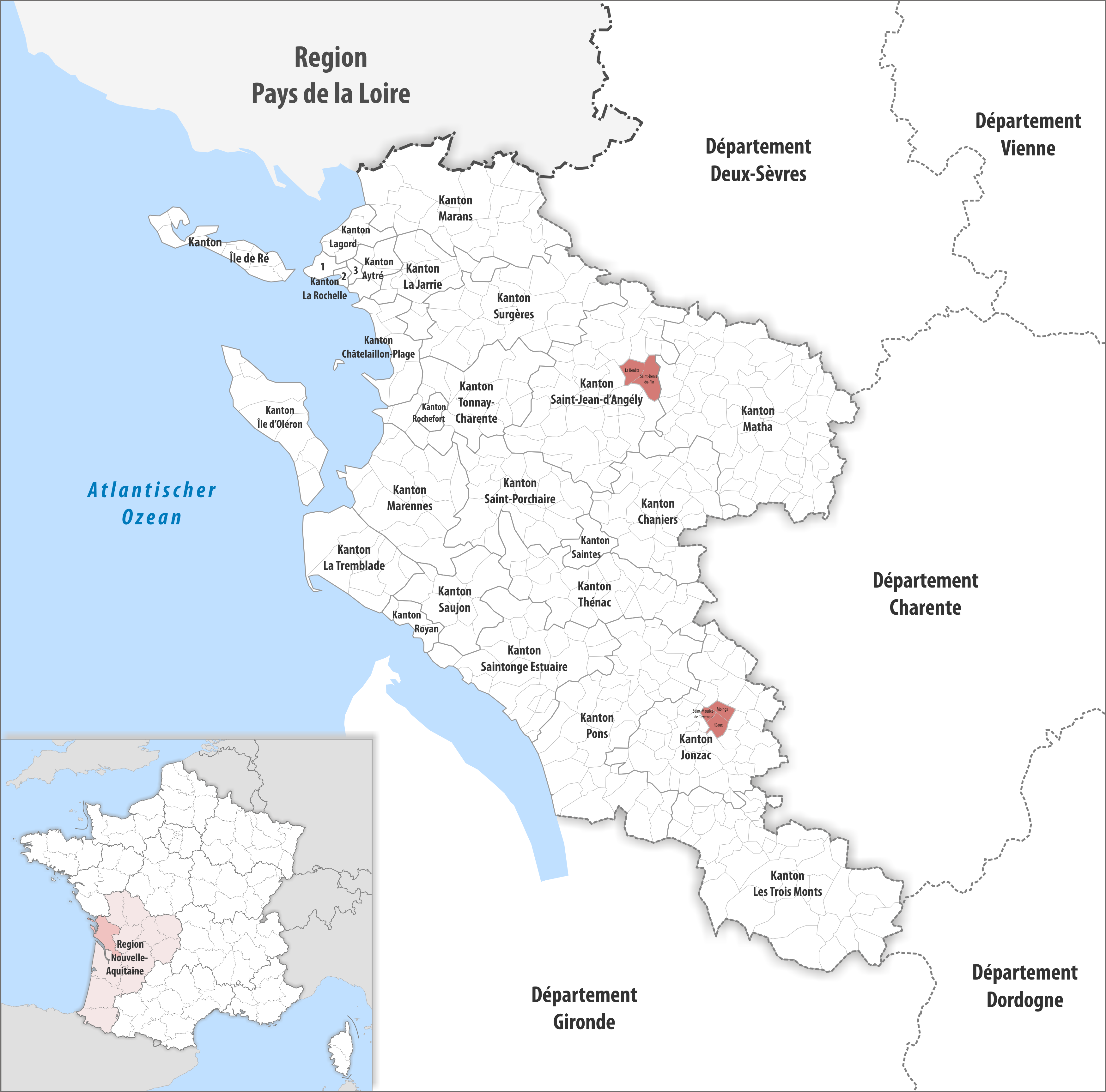
Gemeinden bis 2015
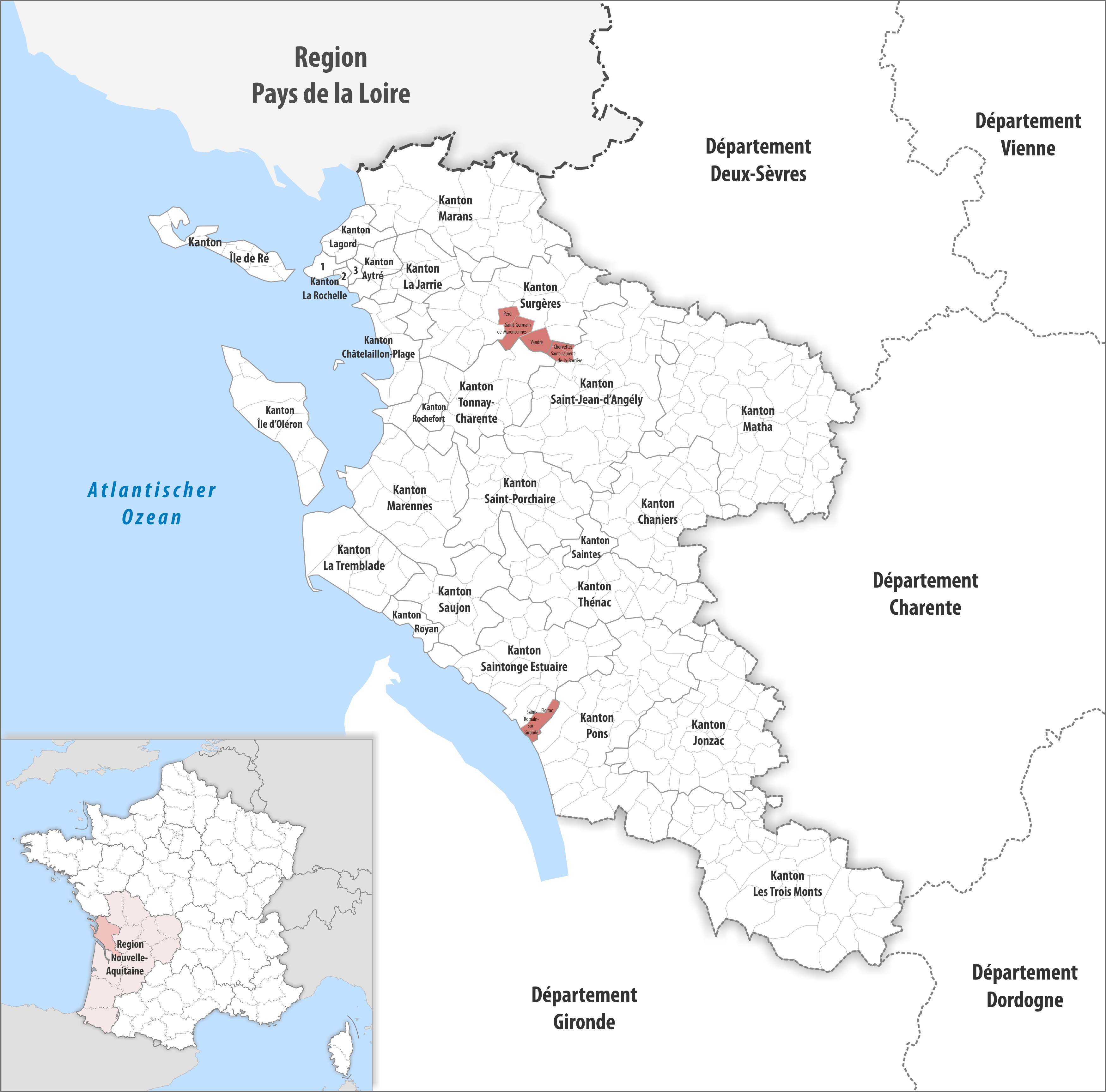
Gemeinden bis 2017
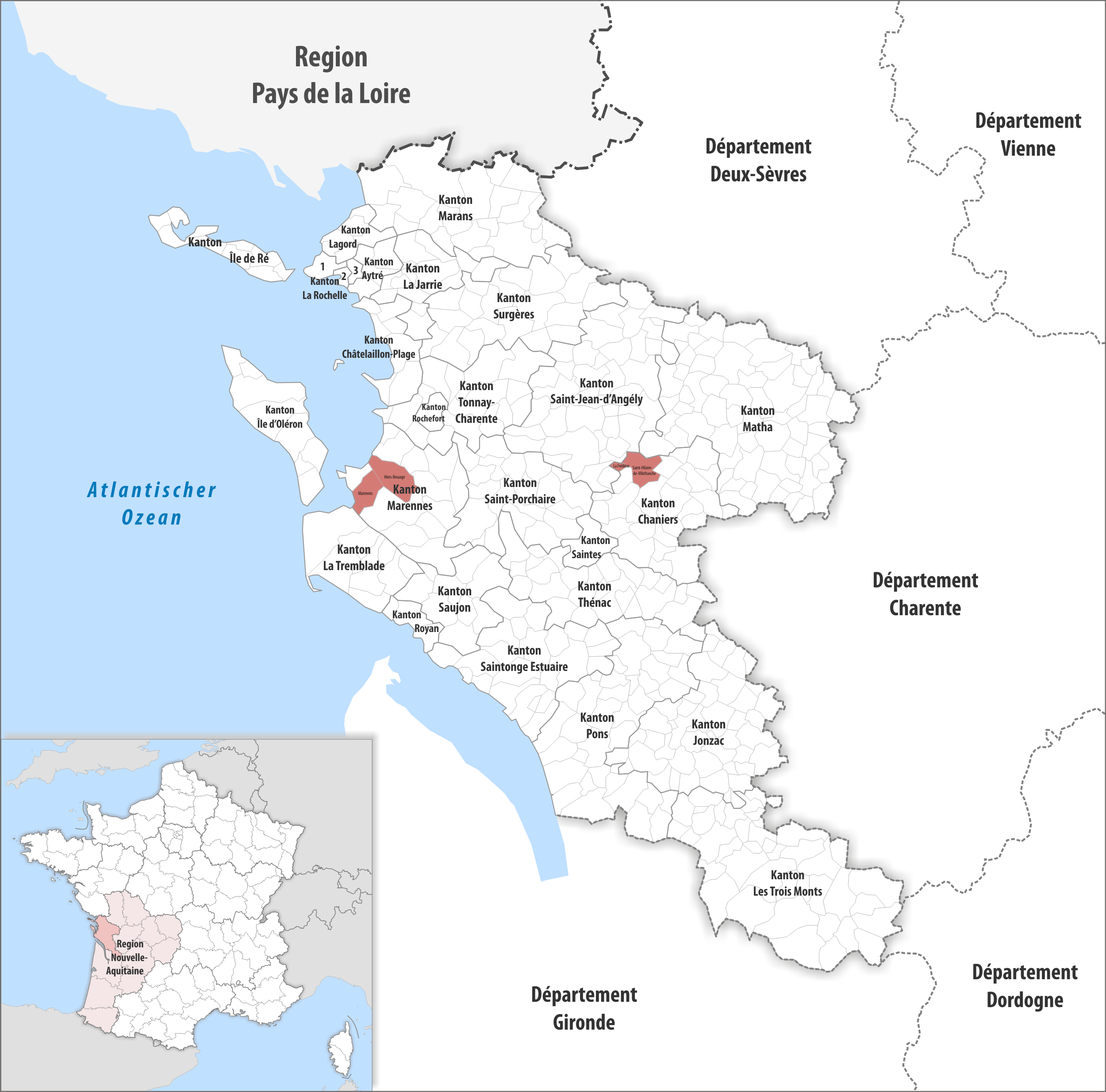
Gemeinden bis 2018
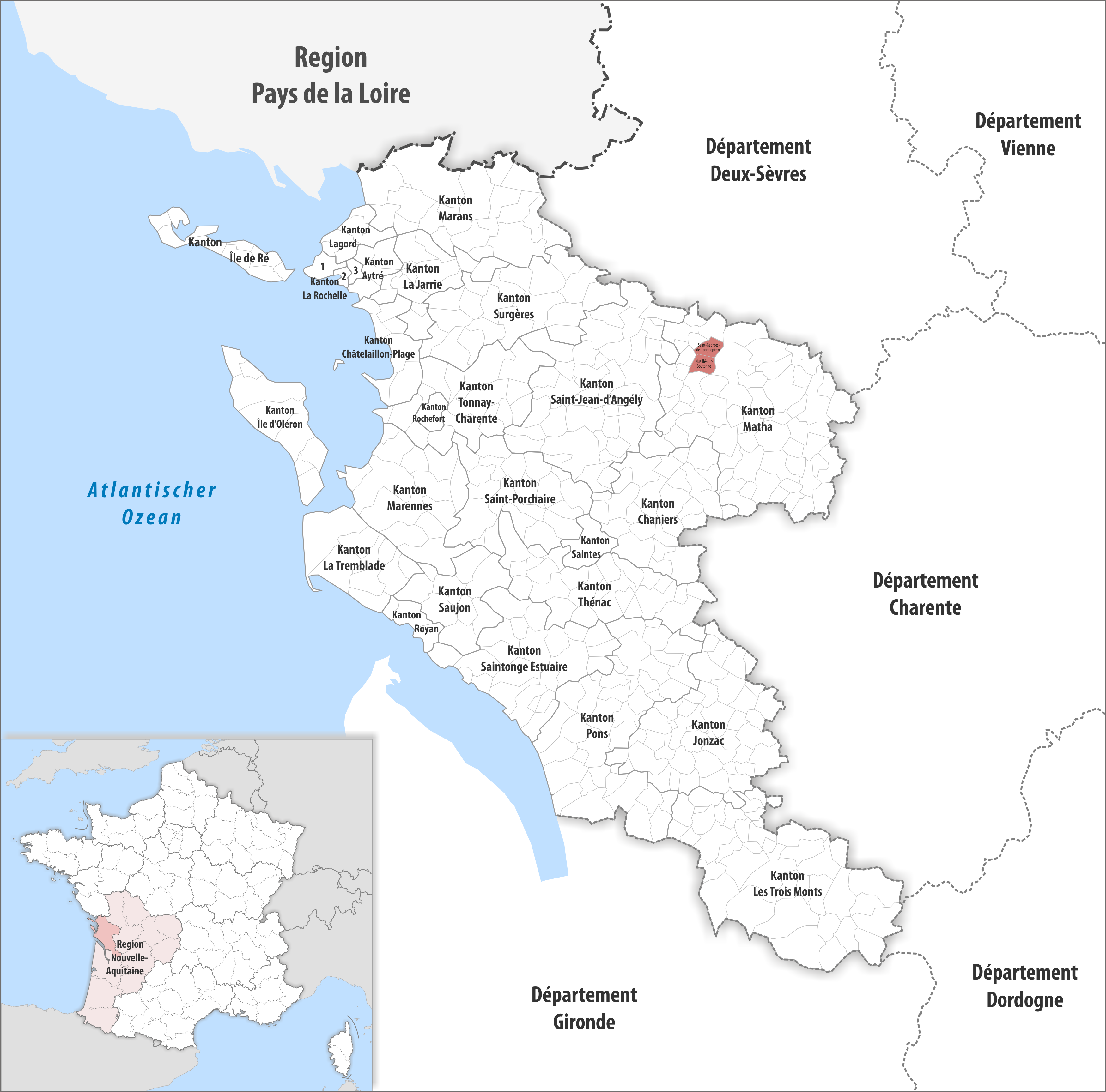
Gemeinden bis 2024

2025:
- Fusion Nuaillé-sur-Boutonne und Saint-Georges-de-Longuepierre  → Rives-de-Boutonne

2019:
- Fusion Saint-Hilaire-de-Villefranche und La Frédière  → Saint-Hilaire-de-Villefranche
- Fusion Marennes und Hiers-Brouage  → Marennes-Hiers-Brouage

2018:
- Fusion Saint-Romain-sur-Gironde und Floirac  → Floirac
- Fusion Chervettes, Saint-Laurent-de-la-Barrière und Vandré  → La Devise
- Fusion Péré und Saint-Germain-de-Marencennes  → Saint-Pierre-la-Noue

2016: 
- Fusion Saint-Denis-du-Pin und La Benâte  → Essouvert
- Fusion Moings, Réaux  und Saint-Maurice-de-Tavernole → Réaux sur Trèfle